# Evelyn Briggs Baldwin

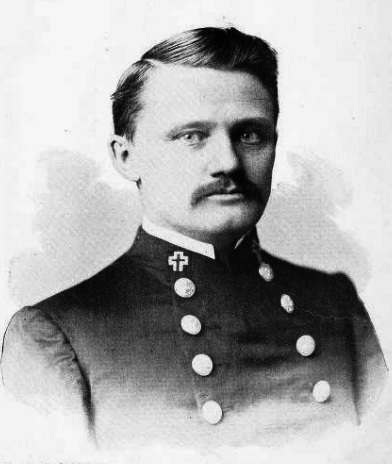
Evelyn Baldwin

Evelyn Briggs Baldwin  (* 22. Juli 1862 in Springfield, Missouri; † 25. Oktober 1933 in Washington, D.C.) war ein US-amerikanischer Polarforscher und Meteorologe.

## Leben

### Herkunft und Ausbildung
Baldwin wurde 1862 als ältester Sohn des Wanderlehrers Elias Briggs Baldwin (1834–1921) geboren. Die Familie ließ sich 1869 auf einer Farm im Labette County in Kansas nieder. Am Northwestern College in Naperville im Bundesstaat Illinois machte Baldwin 1885 seinen Master of Science und reiste anschließend ein Jahr durch Europa und mehrere Jahre durch den US-amerikanischen Westen. Die Reise finanzierte er durch seine monatlich erscheinenden Reiseerlebnisse, die von 2.000 Abonnenten gelesen wurden.
Nach einer Tätigkeit beim amerikanischen Wetterdienst nahm er 1893–1894 als Meteorologe an Robert Pearys zweiter Expedition nach Nordgrönland teil. Nach seiner Rückkehr verfasste Baldwin ein Buch über die Geschichte der Arktisforschung (The Search for the North Pole, 1896). Er hoffte, mit den Einnahmen eine eigene Expedition finanzieren zu können. Eine kritische Passage zu Pearys Expedition führte zum dauerhaften Zerwürfnis zwischen den beiden Männern.
Als Salomon August Andrée seinen Plan verkündete, den geografischen Nordpol im Korb eines Wasserstoffballons zu erreichen, bewarb Baldwin sich um die Teilnahme, wurde aber nicht berücksichtigt. Er reiste im Sommer 1897 trotzdem nach Spitzbergen, kam aber zu spät, um den Beginn der Ballonfahrt miterleben zu können.

### Die Wellman-Expedition 1898–1899
1894 hatte Baldwin nach seiner Rückkehr von Grönland Kontakt zu Walter Wellman aufgenommen. Der US-amerikanische Journalist hatte gerade vergeblich versucht, den Nordpol von Spitzbergen aus zu erreichen, ließ sich davon aber nicht entmutigen. 1898 waren die Vorbereitungen für eine neue Expedition abgeschlossen, an der Baldwin als Meteorologe und Stellvertreter Wellmans teilnahm. Als Ausgangspunkt hatte Wellman diesmal Franz-Josef-Land gewählt. Er errichtete sein Basislager am Kap Tegetthoff auf der Hall-Insel und beauftragte Baldwin, ein Vorratslager weiter im Norden anzulegen, um den für 1899 geplanten Vorstoß zum Pol logistisch vorzubereiten. Als Leiter eines vierköpfigen Teams transportierte Baldwin die Vorräte zum Kap Heller auf Wilczek-Land und ließ zwei norwegische Expeditionsmitglieder, Bernt Bentsen (1860–1899) und Paul Bjørvig, in einer primitiven Behausung als Bewachung zurück. Bentsen starb vor dem nächsten Frühjahr.
Wellman war enttäuscht von Baldwin, hatte er das Depot doch deutlich weiter nördlich, etwa am 82. Breitengrad, erwartet. Bei der Zusammenstellung seines Teams für den entscheidenden Vorstoß zum Nordpol verzichtete er auf Baldwin. Diesem erteilte er den Auftrag, die noch unerforschte Ostküste von Wilczek-Land zu kartieren. Dabei entdeckte die Gruppe um Baldwin die östlichste Insel des Franz-Josef-Archipels. Wellman gab ihr den Namen Graham-Bell-Insel. Diese geografische Entdeckung war der wichtigste Erfolg der Expedition.

### Die Baldwin-Ziegler-Polarexpedition 1901–1902

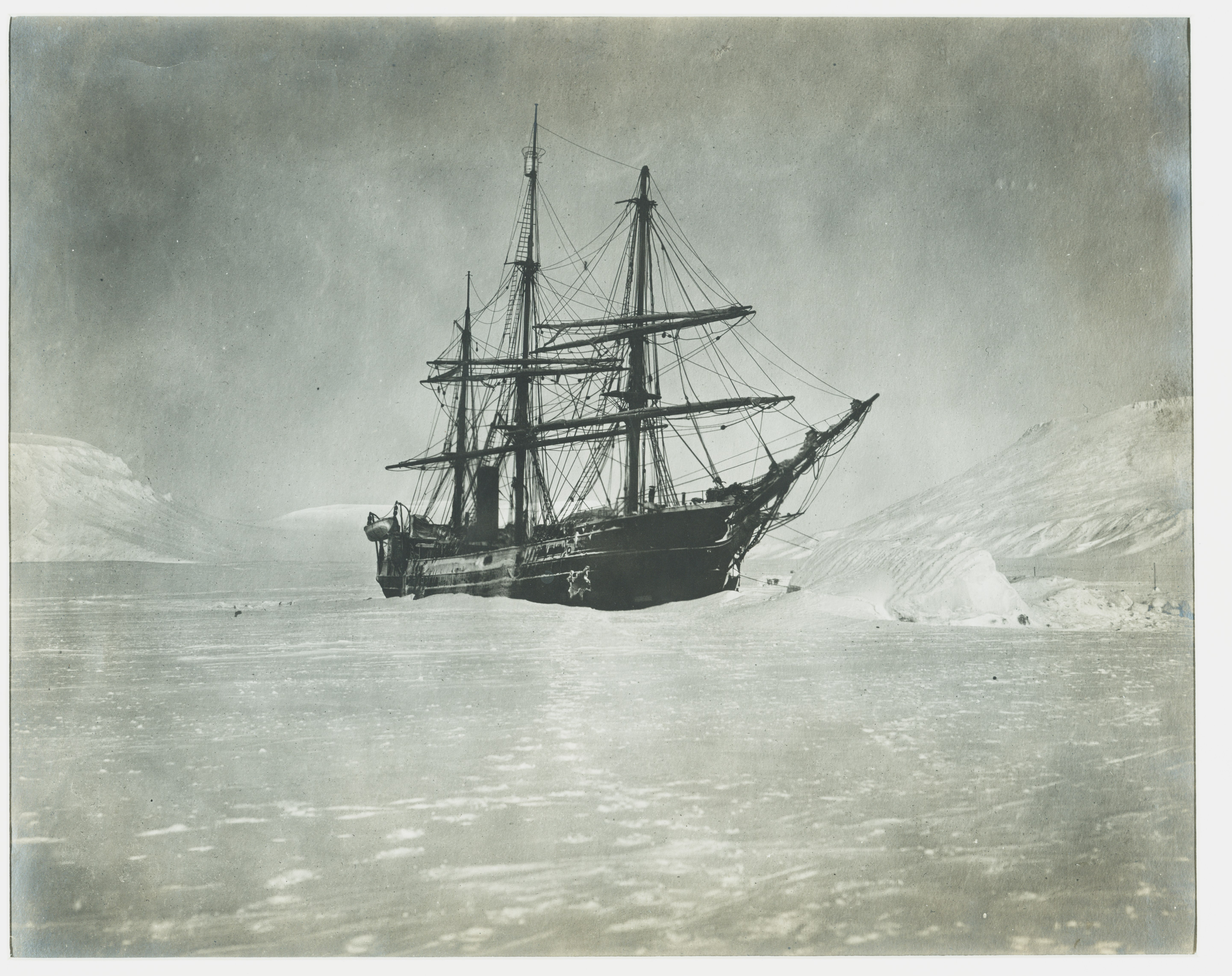
Die America

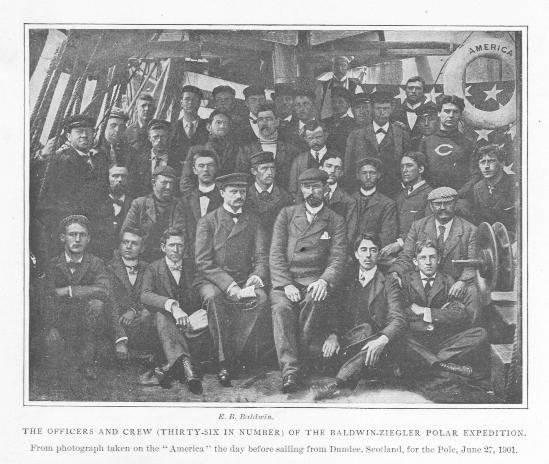
Offiziere und Mannschaft der Baldwin-Ziegler-Polarexpedition (1901)

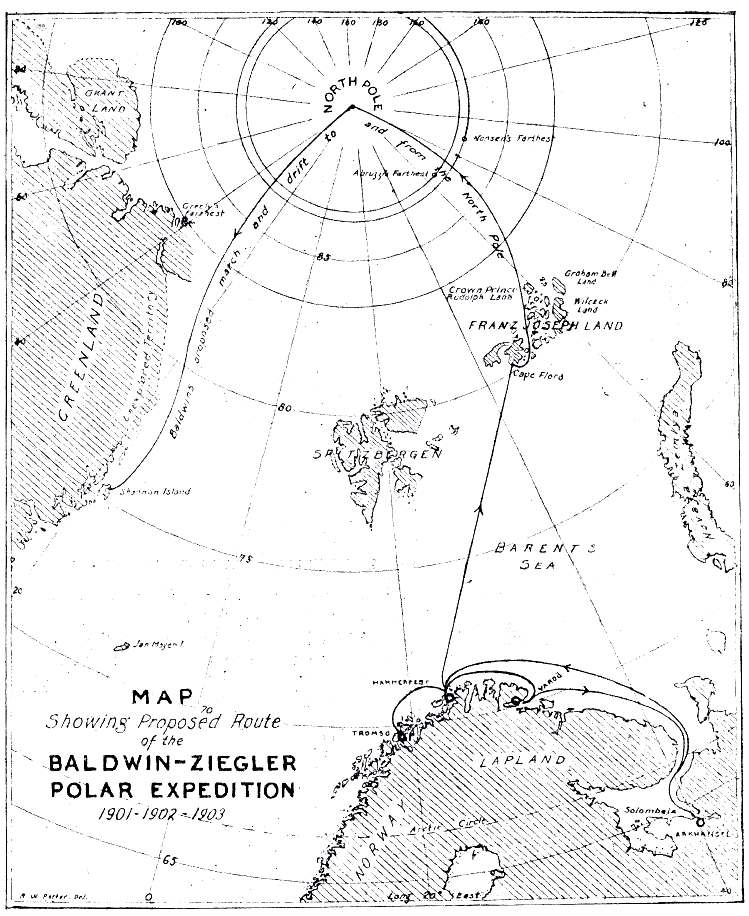
Karte mit der geplanten Route der Baldwin-Ziegler-Polarexpedition

Bald nach der Rückkehr der Wellman-Expedition konnte Baldwin den US-amerikanischen Unternehmer William Ziegler (1843–1905), der mit Backpulver ein Vermögen verdient hatte, als Sponsor für einen neuen Versuch gewinnen, den Nordpol zu erreichen. Ziegler stellte Baldwin „unbegrenzte Mittel“ zur Ausführung seiner Pläne zur Verfügung. Am Ende betrugen die Ausgaben nach Baldwins Angaben 142.000 US-Dollar (etwa heutige 4.615.000 Euro).
Baldwins Plan sah vor, von Franz-Josef-Land aus mit dem Hundeschlitten zum Nordpol zu reisen und – die Eisdrift nutzend – mit dem Grönlandstrom in bewohnte Gebiete zurückzukehren. Um den Rückweg abzusichern, schickte er 1901 Johan Bryde (1858–1925) mit der Belgica nach Ostgrönland, der auf Bass Rock und Shannon Vorratsdepots anlegte. Das 42-köpfige Expeditionsteam verließ Norwegen an Bord der America im Sommer 1901. Am Kap Flora im Süden der Northbrook-Insel kam es zum Zusammentreffen mit dem Versorgungsschiff Frithjof. Die Expedition verfügte über Proviant für drei Jahre, mehr als 400 Schlittenhunde und 15 Ponys, außerdem über zwei Fesselballons, die jeweils einen Beobachter tragen konnten, und über eine Anlage zur Herstellung des erforderlichen Wasserstoffs.
Baldwins Vorhaben, mit der America bis zur Rudolf-Insel vorzudringen, scheiterte an den ungünstigen Eisverhältnissen. Im Oktober ließ er das Winterlager auf der Alger-Insel errichten. Zur Vorbereitung des geplanten Vorstoßes zum Pol legten die Expeditionsteilnehmer im Frühjahr 1902 drei Depots an, das nördlichste am Kap Auk auf der Rudolf-Insel. Anstatt nun zum Pol aufzubrechen, entschied Baldwin, dass es zu spät wäre, den Versuch noch 1902 zu beginnen. Stattdessen versuchte er, die Stelle auf der Jackson-Insel zu finden, an der Fridtjof Nansen und Fredrik Hjalmar Johansen während der Fram-Expedition den Winter 1895/96 verbracht hatten. Am 14. Mai fand er die Hütte und entnahm die Nachricht, die Nansen dort hinterlassen hatte.
Baldwin hoffte, die America im Sommer doch noch weiter nach Norden navigieren zu können, allerdings wäre dann der Kohlevorrat für die Rückfahrt knapp geworden. Um Verbindung nach Europa aufzunehmen und Ziegler um eine zusätzliche Kohlelieferung zu bitten, schickte er insgesamt 422 Ballonbojen auf die Reise, von denen allerdings keine rechtzeitig gefunden wurde. Mitte Juli brach Baldwin die Expedition ab und kehrte mit der America nach Norwegen zurück. Ziegler war enttäuscht davon, wie wenig Baldwin erreicht hatte, und stellte die Zusammenarbeit mit ihm ein. Er beauftragte dessen Stellvertreter und Expeditionsfotografen Anthony Fiala damit, einen zweiten Versuch zu unternehmen, die Fiala-Ziegler-Expedition von 1903 bis 1905.

### Späte Jahre
In den folgenden Jahren versuchte Baldwin vergeblich, Mittel für eine weitere Polarexpedition einzuwerben. Auf ausgedehnten Vortragsreisen berichtete er von seinen Erlebnissen und Plänen. Die beste Chance, den Pol zu erreichen, sah er nun darin, ein Expeditionsschiff von der Beringstraße aus mit dem Eis nach Norden driften zu lassen, also einer Neuauflage von Nansens Fram-Expedition.
Während des Ersten Weltkriegs enttarnte Baldwin 1915 die deutschen Spione Bernhard Dernberg (1865–1937), Franz von Papen und Karl Boy-Ed.
Er starb am 25. Oktober 1933 in Washington, D.C., als er beim Überqueren einer Straße von einem Auto erfasst wurde. Er wurde auf dem Friedhof von Oswego in Kansas bestattet. In Franz-Josef-Land trägt ein Kap der Payer-Insel seinen Namen.

## Werke
- The Search for the North Pole, 1896
- Meteorological Observations of the Scond Wellman Expedition, 1901
- Inscriptions from the Cornell Place Burial Ground, Poughquag, Dutchess County, N.Y., 1904
- Plan to Drift Across the Arctic Ocean, 1909
- Positive Proof of Dr. Cook’s Attainment of the Pole, 1911
- Drifting Across the Pole, 1925